# 图解
图解（英語：diagram）是一种可视化方法，人們通过符号、图形來展示信息。自远古时代的石洞壁画以来，人们就一直在使用图解，但到启蒙运动时，图解才流行起来。有的图解是三维图形在二维平面上的投影。

## 种类
图解至少包括以下三类：
- 逻辑或概念图解，把一系列事物放在平面上的不同位置，用它们之间的连接或重叠表示它们之间的关系，例如：

|  | - 树状图 - 网络图 - 流程图 - 文氏图 - 存在图 |

- 定量图解，展示离散或连续值域上两个变量的关系，例如：

|  | - 直方图 - 条形图 - 饼图 - 函数图形 - 散布图 |

- 示意图和其他图解，例如：

|  | - 时间距离图 - 爆炸图 - 人口密度地图 - 先驱者镀金铝板 - 三维图解 |